# دریاچه چانی
دریاچه چانی (به لاتین: Lake Chany) یک دریاچه در روسیه است که در استان نووسیبیرسک واقع شده‌است.